# فارست‌ویل (کالیفرنیا)
فارست‌ویل (به انگلیسی: Forestville) یک منطقهٔ مسکونی در ایالات متحده آمریکا است که در شهرستان سونوما، کالیفرنیا واقع شده‌است. فارست‌ویل ۱۳٫۶۱۵ کیلومتر مربع مساحت و ۳٬۲۹۳ نفر جمعیت دارد و ۵۲٫۱۲ متر بالاتر از سطح دریا واقع شده‌است.